# Storia LGBT in Svizzera
La storia LGBT in Svizzera è la storia della nascita ed evoluzione del movimento LGBT locale, un movimento in favore del riconoscimento e dell'uguaglianza tra le persone, in particolare per lesbiche, gay, bisessuali e transgender.

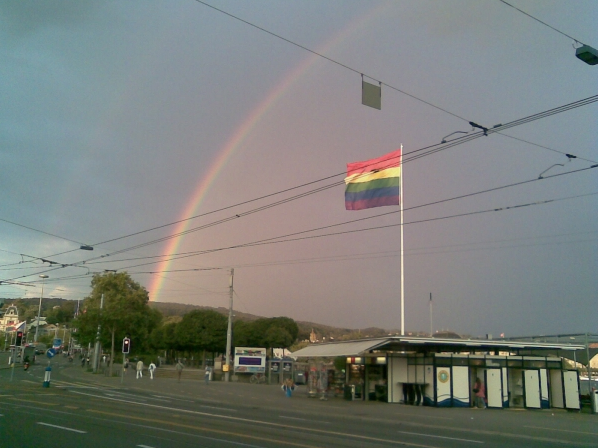
Bandiera Europride, Buerkliplatz, Zurich, 2009

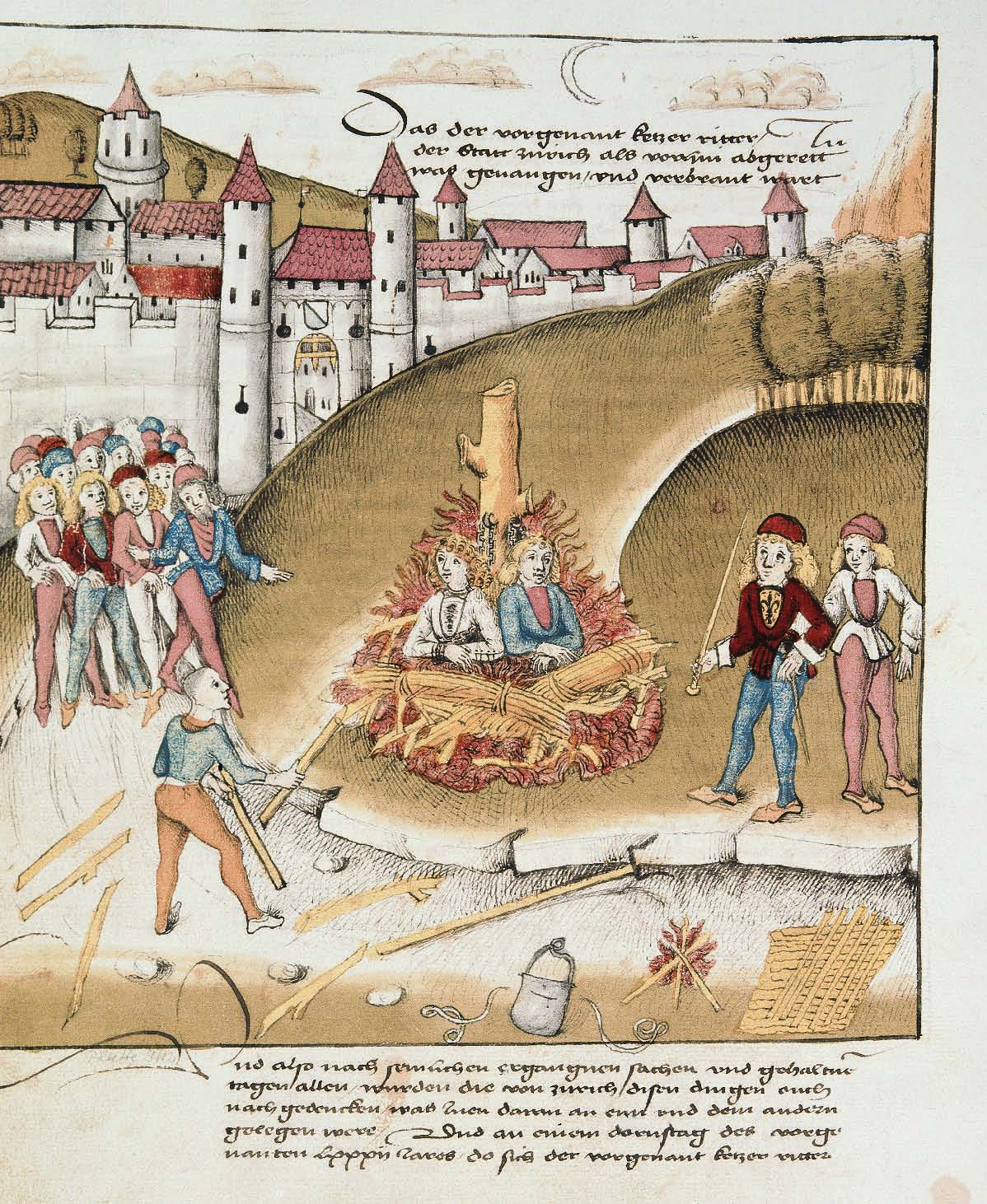
Rogo di Richard (Reichardt) Puller von Hohenburg accusato di sodomia davanti alle porte di Zurigo nel 1482

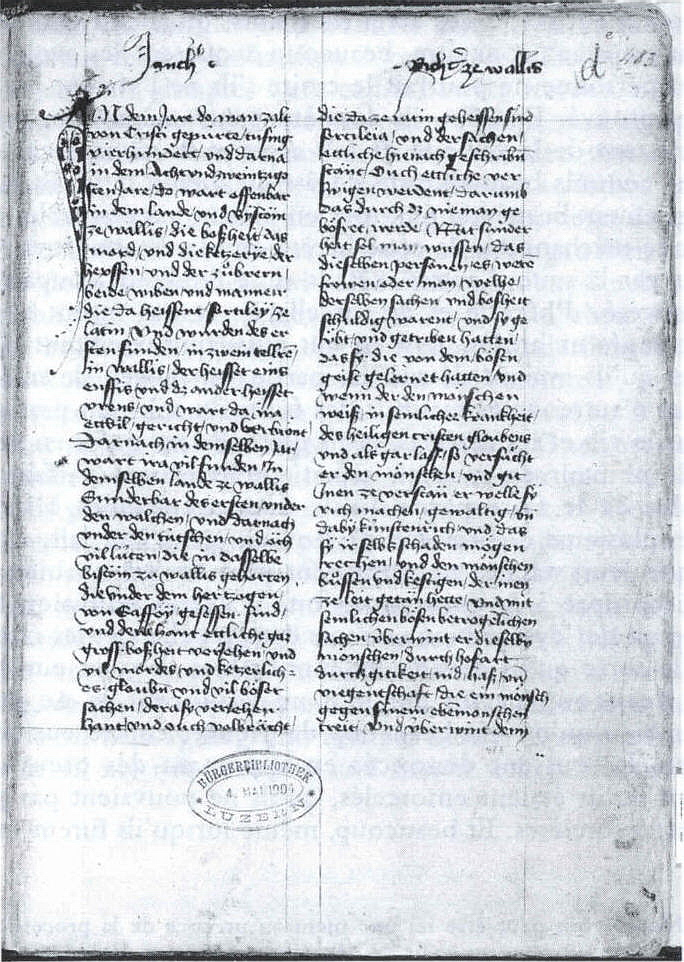
Hans Fründ - caccia alle streghe nel canton Vallese

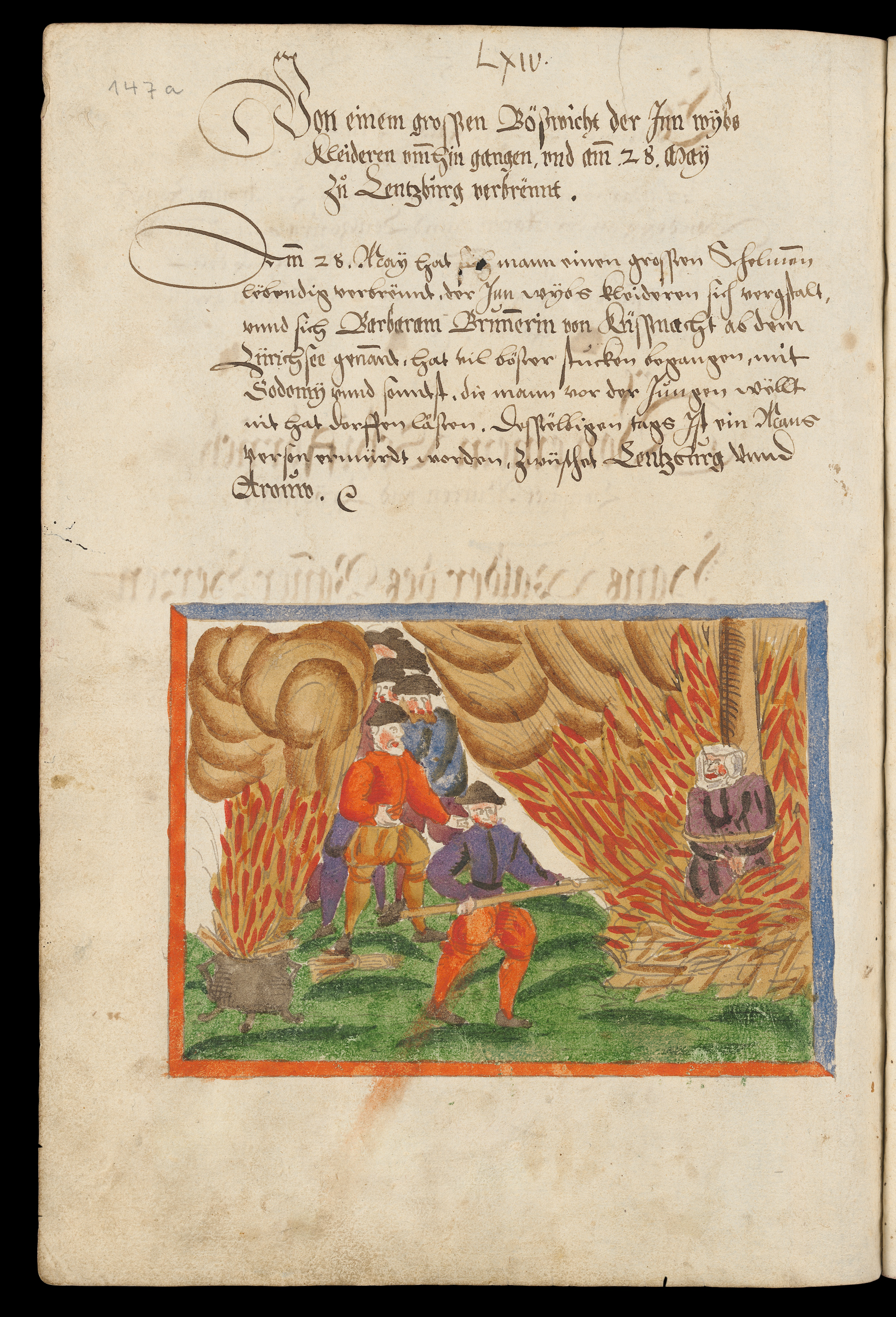
Lenzburg, 1586, rogo di Barbara Brunner che, a differenza del suo abbigliamento, si rivelò essere un uomo

La Svizzera ha una configurazione linguistica, giuridica e culturale varia che prende influenze da vari Stati circostanti. Similmente la storia della condizione delle persone LGBT in Svizzera si intreccia con l'evoluzione della loro condizione in Francia e Germania. In alcuni cantoni svizzeri, grazie all'influenza francese e all'adozione del Codice Napoleonico, vi fu una depenalizzazione   dell'omosessualità già all'inizio del XIX secolo. Mentre in alcuni cantoni tedeschi, si dovette attendere fino al XX secolo.

## Sodomia e Constitutio Criminalis Carolina

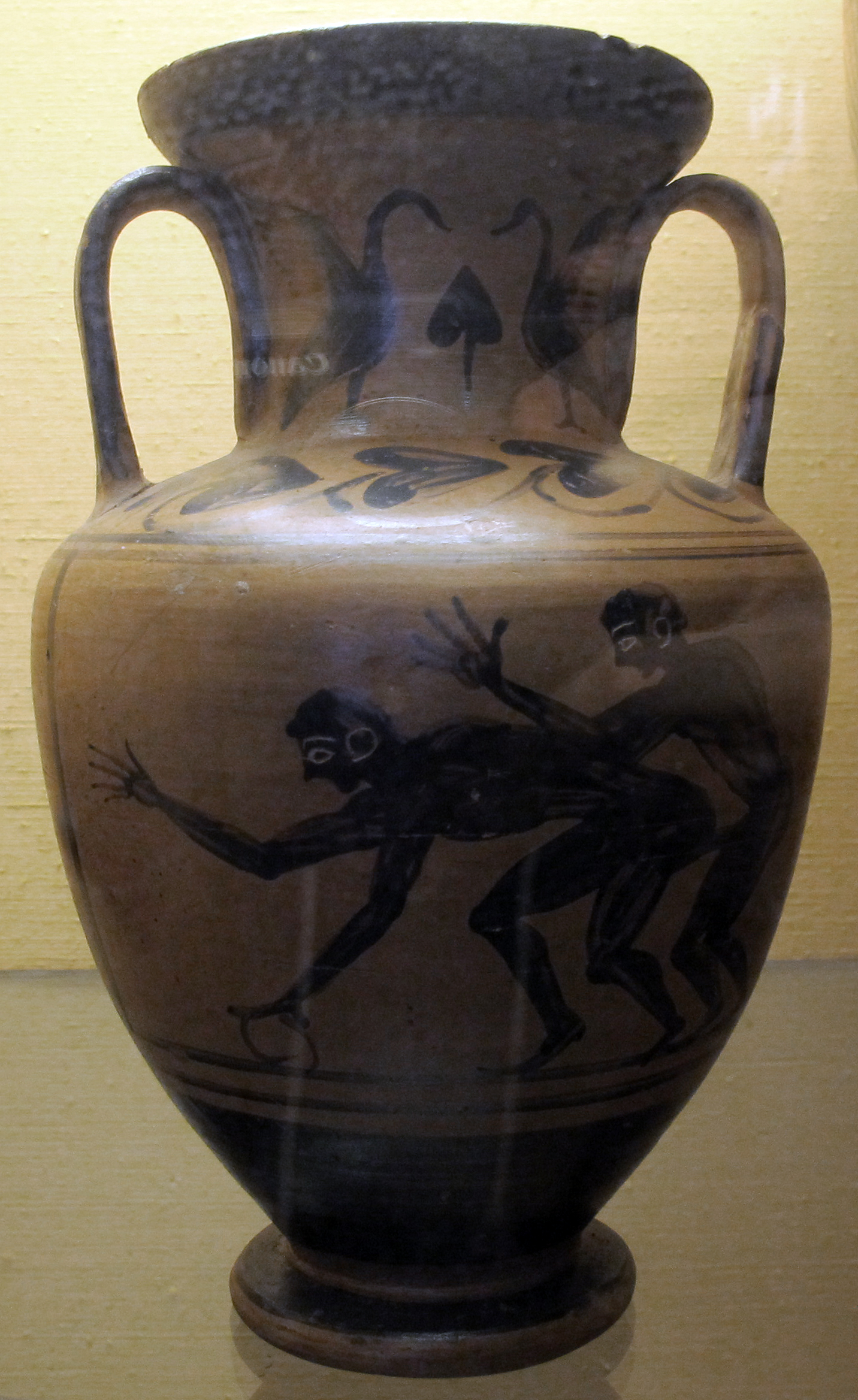
Anfora etrusca rappresentante una scena di sodomia

In Svizzera, con l'avvento delcristianesimo a partire dal III secolo d.C., le pratiche che all'epoca venivano chiamate sodomia (sesso anale) ed omosessualità, e che venivano comunemente tollerate durante l'antichità, iniziarono ad essere considerate dei peccati.
Durante l'alto Medioevo le Novellae del Corpus Giustinianeo del 538 e del 559, basate sul Nuovo Testamento (Rom. 1:26), bollavano i rapporti fra persone dello stesso sesso come peccati. Questi comportamenti sono considerati come non naturali e marchiati con termini come vitium sodomiticum (Sodoma e Gomorra, Gen. 19) nella teologia medioevale. Quest'ultima accusa l'omosessualità di essere responsabile delle catastrofi naturali che vengono considerate delle punizioni divine per i peccati commessi.
Nel Medio Evo i comportamenti considerati contro natura riguardano sia i rapporti omosessuali, ma anche i rapporti fuori extraconiugali che non hanno fini procreativi, o con dei metodi contraccettivi. Le persone che commettono l'infrazione possono essere condannate a morte sulla base giuridica della Constitutio Criminalis Carolina, nella quale sono state introdotte alcune variazioni in numerosi cantoni nel 1532. n Svizzera, le pene per la sodomia dipendono dallo stato sociale della persona accusata.
Per esempio, Richard Puller de Hohenbourg, un cavaliere alsaziano, fu condannato a morte e bruciato ancora vivo con Anton Mätzler (di Lindau) il 24 septembre 1482 a Zurigo, quando invece nel 1416, i domenicani pregarono per evitare a Heinrich von Rheinfelden, membro del loro ordine, un'accusa da parte della corte di Basilea.
Fra il 1400 e il 1798, nel solo cantone di Zurigo, 179 dei 1,424 condannati a morte furono dovuti a reati di sodomia. Questo la fa la terza infrazione più frequente punita con la pena di morte, dopo i furti e gli omicidi. Malgrado questo, il numero di persone condannate a morte per delle pratiche omosessuali nella Confederazione Svizzera fu esiguo rispetto a quello delle altre città italiane del XV secolo.
Il numero di persone condannate a morte dipende dalla propensione dei procuratori a perseguire ed iniziare delle procedure per tali atti. In questo modo durante gli anni di servizio di Hans Conrad Heidegger (1649–1721) come governatore della contea diKyburg County fra il 1694 ed il 1698, 22 giovani furono giustiziati per sodomia. Quando Heidegger andò a Höngg, le condanne cessarono.
La Riforma contribuì a rafforzare la repressione penale. A Ginevra si contano quindici processi per omosessualità tra il 1560 ed il 1569, fra i quali sei esecuzioni ed otto esili. Anche la repressione delle pratiche omosessuali femminili e della zoofilia furono tra le condanne per quanto riguarda le donne. Queste pratiche, con quella di diavoleria, rientrano fra le pratiche di stregoneria. Questi processi continuarono fino al XVII-XVII secolo.
Il codice napoleonico, che fu assunto in alcune parti del territorio svizzero ad inizio del XIX secolo, depenalizzò l'omosessualità fra adulti. Il reato restò in vigore nei cantoni tedeschi.
I cantoni tedeschi continuarono a perseguire l'omosessualità fra adulti. Alcuni cantoni furono più severi nel perseguire tali pratiche (Lucerna, Argovie) rispetto ad altri (Berna, Zurigo, Glaris, Soleure).
Come in altre parti dell'Europa, la maggior parte delle pratiche omosessuali furono descritte come pederastia. Nei tribunali, la questione principale era di dimostrare l'età dei partecipanti piuttosto che se andare nei dettagli dell'atto stesso.

## XIX secolo: l'omosessualità
Nel XIX secolo si parla di omosessualità per descrivere una sessualità orientata verso delle persone dello stesso sesso, utilizzando il termine omosessuali per gli uomini, e lesbiche per le donne. La persona con più anni tra la coppia viene chiamata pederasta, e questo termine si estende di conseguenza a tutti gli individui omosessuali. Il termine fu introdotto nella psichiatria del XIX secolo.
Nella Svizzera tedesca il termine "Schwule" che veniva utilizzato per insultare divenne un termine per indicare gli omosessuali. Una simile evoluzione subì il termine "pédé" in francese.

### Repubblica Elvetica
Nella Repubblica Elvetica dal 1798 al 1803, rinomata per i suoi valori Luminari e la Rivoluzione francese, l'omosessualità non fu perseguita. Con la fine della Repubblica Elvetica, l'omosessualità ritornò un crimine penale nella maggior parte dei cantoni.

### Heinrich Hoosli, Karl Heinrich et Karl Maria Kertbenny: emergenza del termine omosessuale

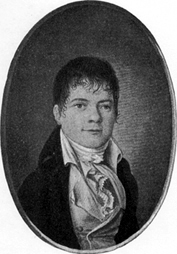
Heinrich Hössli

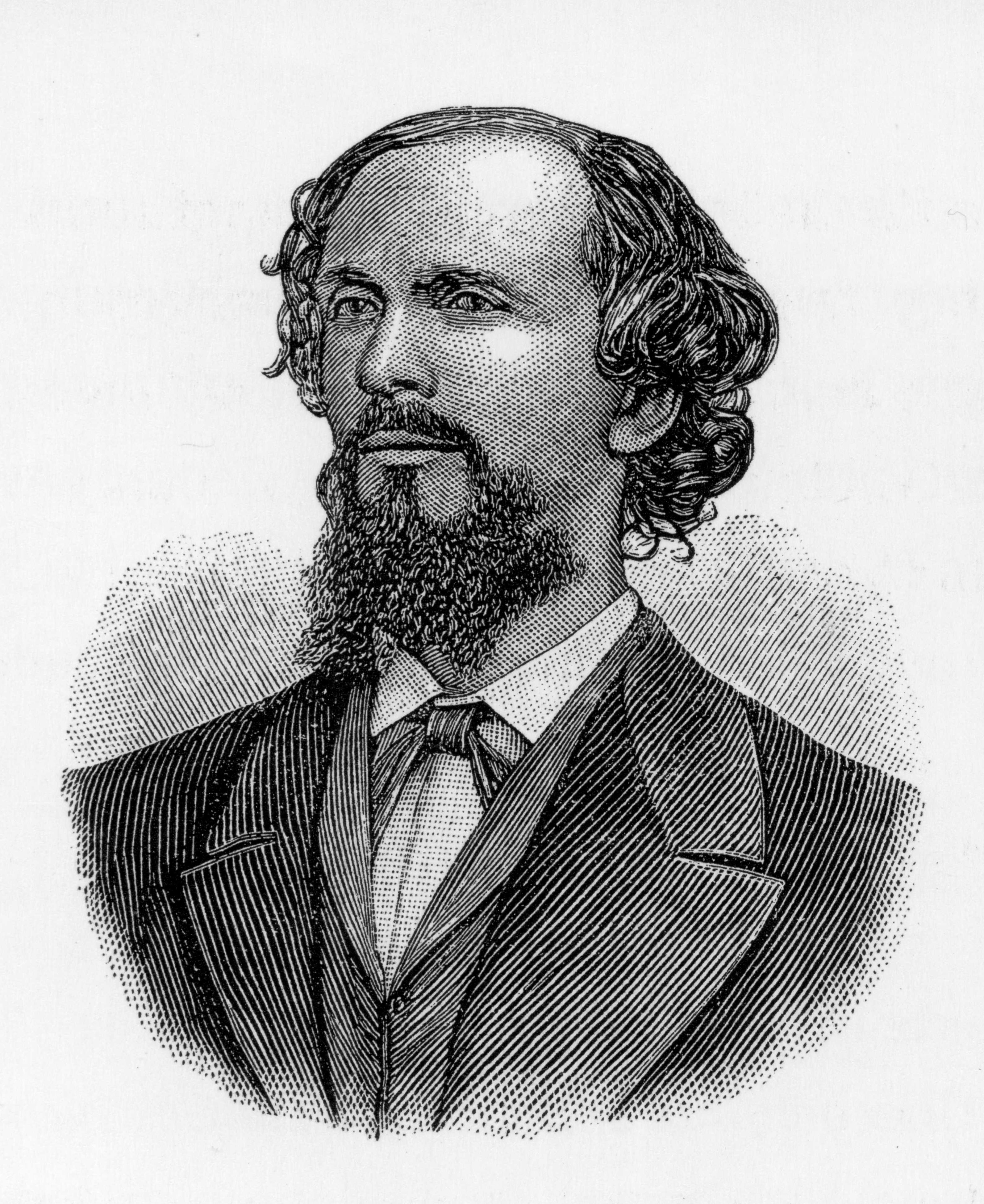
Karl Heinrich Ulrichs inventore del termine Uranismo e prima persona omosessuale che si sappia aver fatto coming-out

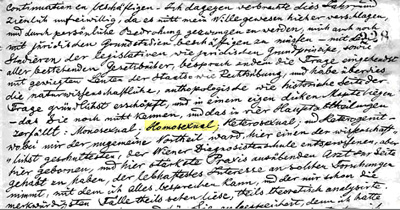
Prima apparizione delle parole omosessuali ed eterosessuali nella lettera di Karl-Maria Kertbeny nel 1868

Nel 1836 un libro di Heinrich Hössli ebbe un impatto pesante. Heinrich Hoosli è un mercante di stoffe di Glarus, che promuove l'omosessualità e l'amore fra gli uomini. Il suo libro «Eros. Die Männerliebe der Griechen» (Eros. L'amore greco fra uomini) fu pubblicato a Glarus nel 1836 e a Saint Galles nel 1838, e presenta la questione del riconoscimento dell'omosessualità come una prova di democrazia liberale e diritto civile.
Nel mondo tedesco e fuori dalla Svizzera, due esperti liberali dei diritti in favore degli omosessuali rendono le loro idee pubbliche: Karl Heinrich Ulrichs nel Regno di Hannover assegna il nome di Uranismo al concetto d'amore fra persone dello stesso sesso nel 1864, seguito nel 1868 da Karl-Maria Kertbeny di Autriche Hongrie, che, per primo, nomina l'omosessualità.
Negli anni 1880 e 1890, Jakob Rudolf Forster di Brunnadern (1853–1926) viene accusato dalle autorità di de San Gallo per la sua dichiarazione di omosessualità pubblica. Nel 1893, sottomette una petizione all'assemblea federale "Beseitigung der Diskriminierung der Homosexuellen" (per la fine delle discriminazioni verso gli omosessuali). Karl Heinrich Ulrichs sottomette anche una domanda di perdono per Forster alle autorità di saint-galloises ma questa viene rifiutata.

## XX secolo
A partire dall'inizio del XX secolo, un numero crescente di cantoni non perseguivano le pratiche di sodomia se non a partire da accuse, e non più in modo sistematico. Per ottenere una condanna il reato doveva essere dimostrato da testimoni, il che diminuì il numero di condannati. Il termine di sodomia cadde in disuso.
Il cantone di Bâle nel 1919 perseguiva solo i reati commessi con minorenni e quelli legati alla prostituzione.

### Gli anni 30
Nel 1930 si creano delle sale di ballo a Bâle e Zurigo. Zurigo ricopre un luogo importante nella scena omosessuale, con i luoghi di incontro nelle vie della Limnat3, le serate del Cercle (Der Kreis), dei ristoranti come il Marconi ed il Turnhalle, e degli hotel dove venivano affittate le camere. Bâle e la Svizzera romanda forniscono dei luoghi più discreti, con i bagni pubblici come luogo di incontro, ed il ristorante Kaserne a Bâle. Il Ticino è un luogo di villeggiatura.
Quando i nazisti arrivarono al potere in Germania, la reputazione di Berlino come città d'interesse e liberale verso le persone LGBT cambiò velocemente. Allo stesso tempo, la polizia svizzera creò dei registri con i nomi delle persone omosessuali.

#### Il ruolo di Laura Thomas et Anna Vock nella creazione della prima associazione omosessuale europea
Queste due donne lesbiche, Laura Thomas (1901-1966) et Anna Vock (1885-1962) ·  ·  sono all'origine della prima associazione omosessuale in Svizzera. La Svizzera, con l'Austria, la Svizzera e la Finlandia, è uno dei pochi stati a depenalizzare il rapporto fra due donne.
Nel 1931 creano il club Amicitia. Nel 1932 il club comincia a pubblicare un giornale, Garçonne, che diventa il «Schweizerisches Freundschafts-Banner» ·  (la bandiera dell'amicizia svizzera), il cui nome diventa «Menschenrecht» (diritti umani) nel 1937. Il giornale richiama regolarmente i suoi membri a riportare le campagne discriminanti e le opere in favore della depenalizzazione dell'omosessualità. Inizialmente un'iniziativa organizzata da lesbiche, si aprì poi agli uomini. Le cofondatrici del cabaret Zurichois Le Cornichon, Karl Meier (sotto lo pseudonimo di Rolf) e collaboratrice a partide del 1934, che avrà poi come conseguenza un'impronta sul giornale con attenzione verso tematiche meno radicali e, poco a poco, l'esclusione della rappresentanza lesbica.

### Gli anni 1940: l'eccezione europea

#### La depenalizzazione nel codice penale del 1942
Nel 1942, durante la seconda guerra mondiale, il primo Codice penale svizzero (CPS) entra in vigore dopo 24 anni di preparazione · . Un voto popolare del 1938 ne accetta i principi, ma l'arrivo della guerra ritarda la sua entrata in vigore. Si assiste alla depenalizzazione delle relazioni omosessuali fra adulti consenzienti, ma una condanna chiara della pratica della prostituzione e una strategia ufficiale che è indirizzata ad evitare scandali legati ai ricatti. Thierry Delessert mostra nel suo libro Les homosexuels sont un danger absolu, che si tratta di bloccare il fenomeno riducendolo al silenzio mediatico. Gli psichiatri condannano l'omosessualità come una degenerazione mentale, il che costituisce un progresso rispetto alla nozione di vizio utilizzata per condannare la pratica dalla chiesa cattolica. Queste tesi, che influenzano fortemente il progetto di depenalizzazione, sono dovute al psichiatra svizzero Auguste Forel, fondatore della cattedra di psichiatria di Zurigo. Forel distingue un'omosessualità innata e non punibile da una sessualità acquisita e punibile. Pensa che per limitare la diffusione dell'omosessualità convenga relegare le persone che la praticano nel loro privato. Dopo la depenalizzazione, il numero di pubblicazioni nei media e scientifiche a proposito dell'omosessualità crolla. Con la pratica di registrare le persone LGBT, il progresso è relativo, anche se rispetto alle pratiche dei suoi vicini la Svizzera diventa rifugio per le persone omosessuali che vengono chiamate antisociali e perseguitate dal regime nazista venendo inviate nei campi di concentramento. Con l'arrivo del nazismo in Europa e della relativa libertà di cui godono gli omosessuali in Svizzera, Zurigo diviene un centro importante per il movimento gay.
Rimangono delle discriminazioni tra i trattamenti delle persone eterosessuali e quelle omosessuali nel codice penale. L'articolo 194 proibisce il rapporto sessuale fra due persone minorenni e dello stesso sesso. Siccome la maggior età si raggiunge a 21 anni, questo significa che le relazioni fra adulti consenzienti di più di 21 anni sono legali. Per contro il rapporto eterosessuale è autorizzato a partire dai 16 anni, il che crea una discriminazione.

#### Il codice penale militare del 1928

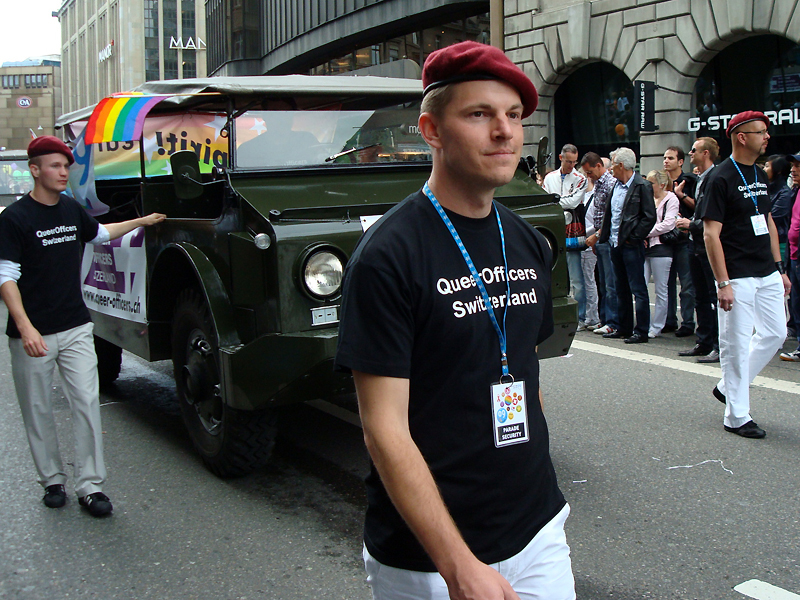
Nell'esercito tra il 1941 ed il 2009 le cose sono cambiate per gli LGBT

Quando il codice penale adotta una depenalizzazione, il codice penale militare del 1928 le conferma e siccome l'esercito svizzero ricopre una grande importanza per il suo funzionamento in milizia, questa limita di fatto con una sorveglianza militare nella vita di un uomo e le sue pratiche sessuali. Infatti, in Svizzera, il servizio militare non si limita alla sola gioventù: si estende durante tutta la durata della vita attiva. Il codice militare mira ad escludere gli omosessuali dall'esercito e a volte conduci al loro ricovero psichiatrico grazie all'utilizzo di esperti psichiatri. Infatti, l'esclusione dall'esercito per motivi di salute è in generale meglio rispetto alla punizione di essere arrestati, e questo dà importanza alle visite mediche. Spesso viene proposta la castrazione volontaria che, di fatto, è alternativa ad un intervento psichiatrico od alla prigione, ed è quindi meno volontaria di quello che sembra. Tutte le esclusioni per motivi di salute sono riportati nel libro dei servizi, un documento che deve essere presentato ai datori di lavoro.

#### Le castrazioni cosiddette volontarie
Si consideri il caso di una castrazione volontaria di un soldato, un installatore di vent'anni, che subì un'operazione per rimuovere i testicoli all'ospedale cantonale di Bâle nel 1941.
Con la depenalizzazione dell'omosessualità, il tono fino a quel punto combattivo del giornale Menschenrecht si calma. Nel 1942, il nuovo responsabile del giornale, Karl Meier, lo rinomina «Der Kreis/Il Cerchio», e lo trasforma in un giornale di cultura destinato unicamente agli uomini gay. Eugen Laubaucher (sotto lo pseudonimo di Charles Welti) si unisce ugualmente. Il suo club Der Kreis organizza regolarmente delle feste. Le feste ed il giornale bi-mensuale sono conosciuti in Europa. supporta un'omosessualità ordinata, moralizzatrice, che rispetta gli altri e si oppone alla prostituzione. Introduce il concetto d'omoerotismo.

### Anni 50: adattamento e dissimulazione
Karl Meier pensa che la domanda di riconoscenza legale delle persone LGBT durerà degli anni, e domanda che le persone si adattino alle convenzioni sociali. Der Kreis è la prima giornalista che pubblica dei testi in tedesco, francese ed inglese, ed anche delle foro artistiche di uomini. I membri e gli abbonati si domandano se è meglio usare degli pseudonimi piuttosto che i loro veri nomi.

#### Il cambiamento di Der Kreis e l'invisibilità delle lesbiche
Il club Der Kreis rimane tuttavia uno dei primi gruppi del movimento LGBT in Europa, ed ha influenzato ed ispirato la creazione di gruppi simili in Europa e nel mondo fino alla seconda guerra mondiale, come per esempio il Die Runde (La rotonda) a Reutlingen, Germania, il Journal Arcadie in Francia, il Cultuur- en Ontspannings Centrum nei Paesi-Bassi, Kredsen af 1948 in Danimarca, e la Mattachine Society negli Stati Uniti.

### Gli anni 60: la fine degli anni di ghiaccio e l'esposizione
Il musicista Robert Oboussier viene assassinato nel 1957 e i risultati dell'investigazione fanno apparire ai media che la sua morte sia dovuta allo sfruttamento della prostituzione e pratiche sessuali. Un'altra serie di morti di gente omosessuale attira l'attenzione della stampa, che pubblica gli indirizzi delle persone coinvolte in una campagna giornalistica legata all'omosessualità ed alla prostituzione maschile. Der Kreis viene implicato, e dei poliziotti vengono appostati nei bar e nei luoghi della scena gay. L'organizzazione di grandi eventi diventa impossibile ed il clima più liberare in altri Stati convince molti dei partecipanti ad andarsene. Nel 1967 il club Der Kreis viene sciolto. L'ultimo numero di Der Kreis appare alla fine del 1967, ed alcuni giovani vicini al Kreis fondano un altro giornale: Club 68, rinominato Hey nel 1970.
Il tema dell'omosessualità viene menzionato per la prima volta alla televisione svizzera a gennaio e febbraio del 1967, dal punto di vista della protezione dei giovani. L'Organizzazione svizzera degli omofili (Organisation suisse des homophiles, OSH) viene fondata in questo clima nel 1970. È la prima organizzazione L'organizzazione si presenta in modo conservatore ed "riadattato". Non è in linea con i gay di sinistra e gli studenti. Il periodo tra la fondazione di Freundschafts-Banner nel 1932 e della OSH viene considerato in Svizzera come un periodo d'emergenza per il movimento LGTB svizzero.

### Gli anni 70: seconda ondata radicale del movimento LGBT

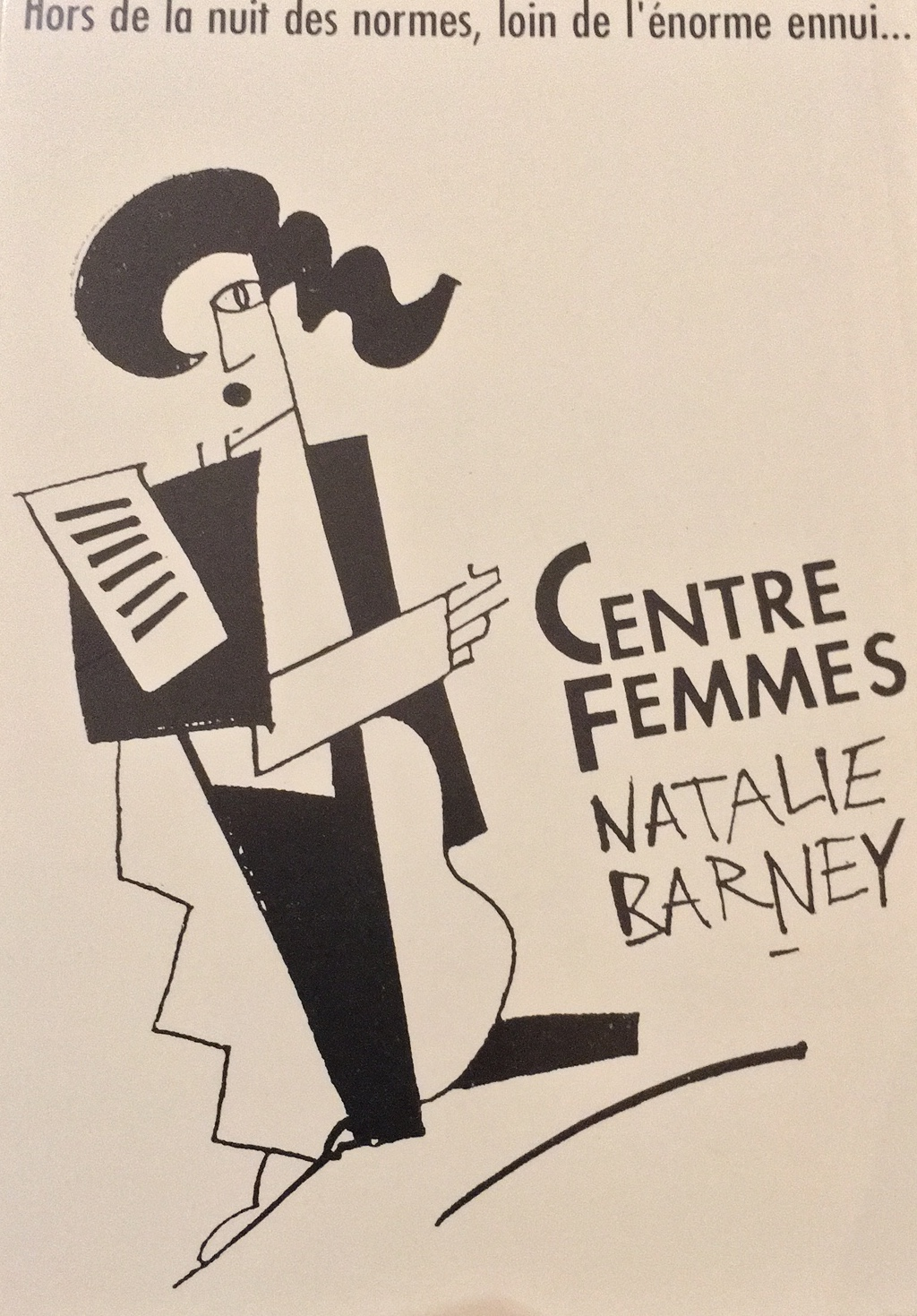
Poster per il Centre Femme Nathalie Barney realizzato da Christiane Parth

Gli anni 70 vedono un rinnovo del movimento più radicale, che porta all'abolizione di numerose forme di discriminazione verso le persone LGBT: uguaglianza dell'età del consenso per gli eterosessuali e le persone LGBT, unioni civili, abolizione della differenza fiscale dei membri omosessuali ed eterosessuali nell'esercito.
Negli anni 70 i nuovi moti di Stonewall in reazione alla brutalità poliziesca verso le persone LGBT americane arriva in Europa. Qui ispira e mobilita giovani LGBT dei movimenti di estrema sinistra. Nel 1970, Rosa von Praunheim mostra il suo film «Nicht der Homosexuelle ist pervers, sondern die Situation, in der er lebt» Non è l'omosessualità ad essere perversa, è la situazione nella quale vive) all'università di Zurigo, Bâle e Berna. In seguito alle proiezioni i gruppi HA (Homosexuelle Arbeitsgruppe) HAZ (Zurich), HABS (Bâle) HAB (Berne) vengono creati. Sono politicamente vicini ai marxisti leninisti.
Nel 1973 a Zurigo, gli uomini della subcultura leather formano il gruppo Loge70. Nel 1974, i gruppi HA fondano la loro prima organizzazione con struttura nazionale:  l'Homosexuellen Arbeitsgruppen Schweiz (HACH) (Gruppo Omosessuale di Lavoro Svizzera). Vi è una grande varietà di gruppi e di club sulla scena commerciale. Il clima sociale evolve a favore delle persone LGBT. Delle grandi imprese creano delle regole secondo le quali le persone non possono essere discriminate in base all'omosessualità. Malgrado tutto, la polizia mantiene il suo regime e la sua attenzione verso le persone LGBT
Nel 1975, le persone LGBT sfilano con un simbolo per il primo maggio a Bâle. Questa è la prima volta che delle persone LGBT attirano l'attenzione sui loro problemi davanti ad un grande pubblico. Una parte della sinistra politica si mostra molto irritata dalla loro partecipazione.
Anche la pratica del coming out pubblico diventa sempre più comune durante gli anni 70.

#### Nascita d'una comunità di lesbiche
A Ginevra, con la creazione del MLF, emerge un panorama molto attivo per le persone le lesbiche e a cui seguirà la creazione del centro di Nathalie Barney, che nel 2002 diviene il Lestime · . Questo fervore dà il via a giornali come il Vanille Fraise ed il Clit0007 (Concentré Lesbien irrésistiblement Toxique), fondato da Claire Sagnière nel 1981. Si tratta di un giornale che tratta di creato a partire da un movimento di lesbiche nella politica. Vanille Fraise nasce nel 1980. Con questi giornali inizia una visibilità politica e sociale delle lesbiche sulla scena gay in maniera indipendente dal movimento degli uomini e di quello femminista.

#### 24 giugno 1978: la prima Christopher Street Day (CSD) in Svizzera
I gruppi HACH, l'OSH ed il  "Frauengruppe’"(HFG) (gruppo delle femmine omosessuali) organizzano il primo Christophe street day gay pride) in Svizzera a Zurigo Platzspitz per commemorare le proteste di Stonewall. Christopher Street Day è il nome dei gay pride n Germania ed in Svizzera. Collezionano 5500 firme per una petizione volta a domandare la fine delle liste di persone omosessuali da parte della polizia e viene interpellato il parlamento. Domandano inoltre che le liste dei nomi con le persone omosessuali non vengano più pubblicate dalla stampa, e richiedono che i registri vengano distrutti.
Dal 1979 al 1982, vengono organizzati incontri annuali del gay pride. Vi è una presenza massiccia della polizia per paura di proteste, che tuttavia non avvengono. Nel 1979, si tiene la National Gay Demo a Berna. Nel 1980, Bâle ospita Gay 80, seguito poi dal gay pride di Losanna (1981) e Zurigo (1982).
I manifestanti utilizzano degli slogan radicali, quasi rivoluzionari, utilizzando anche una buona dose di provocazione. Il giornalista Alexandre Ziegler realizza un documentario intitolato Die Konsequenz (1977). Oltre ad esigenze specifiche come la cancellazione del registro della polizia e dell'eliminazione delle discriminazioni nel sistema giudiziario penale, i manifestanti esigono la fine dell'eteronormatività e si definiscono come anti-borghesi. Alcune persone vollero lottare contro tutte le discriminazioni dello Stato, e non solamente contro le persone LGBT. Diversamente da oggi, le manifestazioni avevano un carattere prettamente politico, e sono state seguite da appelli per non fare feste la sera, ma piuttosto partecipare a dibattiti politici.

### Gli anni 80: AIDS e Gay pride

#### 1982: la crisi dell'AIDS

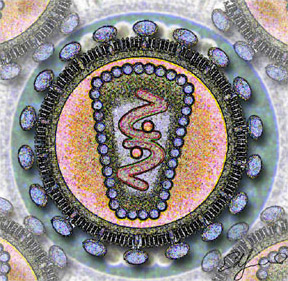
HIV versione stilizzata del virus

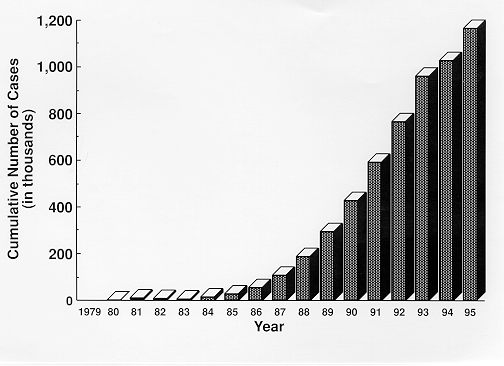
AIDS numero di casi nel mondo 1979-1995

Nel 1982, in Svizzera si apprende l'esistenza dell'AIDS. I primi nomi dati a questa malattia sono "cancer gay" (il cancro dei gay), "pneumonie gay" (pneumonia gay), et "déficience immunitaire gay" (GRID: Gay-Related Immune Deficiency). All'epoca non si sapeva la causa dell'AIDS o come veniva trasmesso. Con l'AIDS il movimento cambia completamente a partire da metà degli anni 80. Numerose personalità del movimento muoiono, altre persone LGBT vengono isolate, così che le manifestazioni, che erano state organizzate fino a quel punto regolarmente, sono sempre più sporadiche.
Per rispondere a questa sfida, viene fondato il Schwulen Medizinmänner (Gruppo fi omosessuali nella medicina) nel 1984 (rinominato Medi Gay nel 1997). Questo gruppo dirige la prima sessione d'informazione sul virus HIV e l'AIDS durante lo stesso anno in cui viene fondato, con la collaborazione di HA, SOH, e dell'ospedale universitario di Zurigo.
Nel 1985 Loge 70, i gruppi HA ed OSH, con l'ufficio federale della sanità, fondano l'aiuto svizzero contro l'AIDS. Nel 1986, l'aiuto svizzero contro l'AIDS pubblica un volantino informativo sull'AIDS che viene distribuito in tutte le case svizzere. Questa campagna di prevenzione ha successo.
Il gay pride riprende a Zurigo nel 1986 ed a Berna nel 1987. Nel 1987 la manifestazione di Berna protesta contro il ritiro di un permesso da parte delle autorità della città, per organizzare un campo gay.
Nel 1988 un'esposizione della storia dell'uomo a proposito della scena gay a Bâle fra il 1930 ed il 1980 viene organizzata alla Kaserne di Bâle. La popolazione vede la questione delle persone LGBT sotto un angolo diverso da quello dell'AIDS. L'esposizione ha un gran successo e dei ricavi che servono a finanziare la creazione della fondazione Stonewall. Questa fondazione assegna un premio Stonewall.
Nel 1989 ha luogo un Christopher Street Day a Zurigo con un programma culturale per il 20º anniversario dei moti di Stonewall.
Nonostante la sofferenza che l'HIV e l'AIDS provoca a molti membri della comunità, questo comporta anche una miglior comprensione dei diversi modi di vivere in Svizzera. Le autorità e il movimento LGBT lavorano d'accordo con efficacia.

#### Nascita dell'associazione di lesbiche in Svizzera
Nel 1988, in seguito alla commemorazione di Stonewall, un gruppo di lavoro chiamato "Echange lesbien" decide di fondare un'associazione di lesbiche in Svizzera. Vience così fondata l'Organizzazione Svizzera delle Lesbiche a Berna nel 1989.
Cambiamenti
Il coordinato omosessuali svizzero diventa Pink Cross nel 1993 con delle sezioni locali. Viene creata un'associazione per omosessuali e lesbiche credenti: l'organizzazione degli omosessuali e la chiesa. Lo spazio gay di Massagno inizia le sue attività.

### Gli anni 90

#### I festival dei gay pride

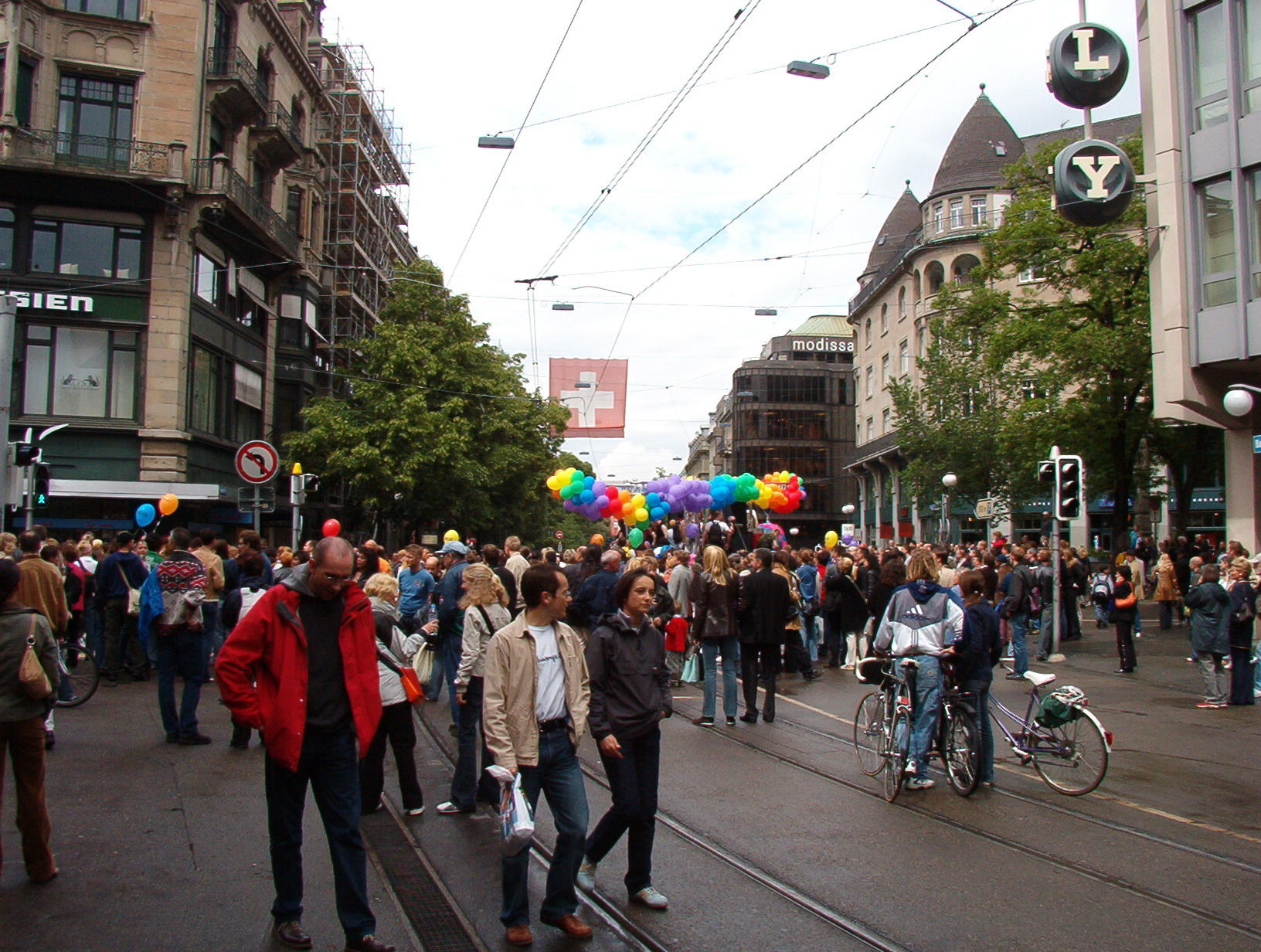
06-05-04 Zurigo 0042

I gay pride hanno luogo ogni anno a Zurigo a partire dal 25º anniversatio dei moti di Stonewall del 1994 con un programma culturale. Negli anni 90, i gay pride vengono accolti sempre più positivamente ed hanno una grande risonanza mediatica in Svizzera. In questo modo l'opinione pubblica nei riguardi dei problemi di gay e lesbiche cambia e diventa più positiva portando a miglioramenti in favore dell'uguaglianza. Questo fatto è di importanza fondamentale in Svizzera, dove vi è una democrazia semi-diretta, rispetto a Paesi dove vi è una democrazia parlamentare.
A partire dal 1997, il premio Stonewall viene assegnato durante il gay pride a Zurigo ad un traguardo eccezionale raggiunto per i diritti LGBT. Visto il sempre maggior numero di persone partecipanti al gay pride, questo è divenuto un'attrazione turistica. Dopo l'Europride 2009, durante l'assemblea generale di novembre 2009, l'associazione CDD Zurich lo rinomina Zurich Pride Festival, utilizzando un nome simile ad altri festival dello stesso tipo che ci sono nel mondo. Oltre a festival e manifestazioni, organizza anche avvenimenti culturali, politici così che vi sono quattro giorni di esibizioni lungo la strada.
A partire dal 1997, oltre al Zurich Pride Festival, occasionalmente vengono organizzati altri gay pride nella parte ovest della Svizzera. Questi vengono organizzati ogni volta in una zona diversa della Svizzera Romanda, seguendo l'esempio delle manifestazioni LGBT degli anni ottanta in Svizzera tedesca.

#### Storia e media delle lesbiche in Svizzera

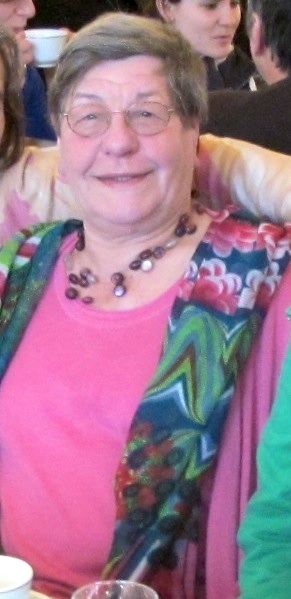
Ilse Kokula 2014

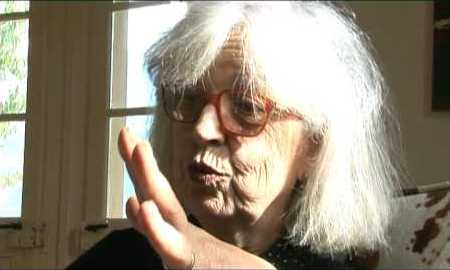
Carole Roussopoulos, autrice del film "Qui a peur des Amazones"

Una trasmissione intitolata «Canicule» viene trasmessa su Radio Pleine Lune, radio femminista, ogni mercoledì e viene organizzata da un gruppo di lesbiche. Questa trasmissione dura dal 1990 al 1992.
Negli anni 80 Ilse Kokula ·  nel suo libro Die Welt gehört uns doch! Zusammenschluss lesbischer Frauenin der Schweiz de 30er Jahre (Il mondo ci appartiene: il punto sulle donne lesbiche degli anni 30), racconta anche della storia delle lesbiche in Svizzera parlando anche della fondazione del circolo Amicitia a Zurigo.
Il "Collectif lesbien gay Tessin" viene fondato nel 2002.

#### Creazione dell'associazione e del giornale360°
Nel 1998 Guillaume Renevey crea il giornale e l'associazione 360°, che viene distribuito con 20 000 copie ed il cui progetto è finanziato grazie al bar Brigitte, situato nel primo locale occupato dai gay a Ginevra.

### Rappresentanza politica
Nel 1999, Claude Janiak viene eletto nel Consigliol nazionale della Svizzera, e diventa il primo consigliere nazionale a dichiarare pubblicamente la sua omosessualità.
Doris Stump, eletta nel consiglio nazionale nel 2003, è la prima lesbica a far parte del parlamento.

### Anni 2000
Gli anni 2000 vedono l'emergere di importanti cambiamenti nella scena LGBT. La segregazione è un ricordo e la diversità diviene un dato di fatto. I gay pride sono ormai alla moda, e vengono rivendicati i diritti per le unioni civili e le problematiche riguardanti i transessuali. Si nota allo stesso tempo una maggiore preoccupazione per quanto riguarda la condizione delle persone LGBT rifugiate.

#### Gay pride

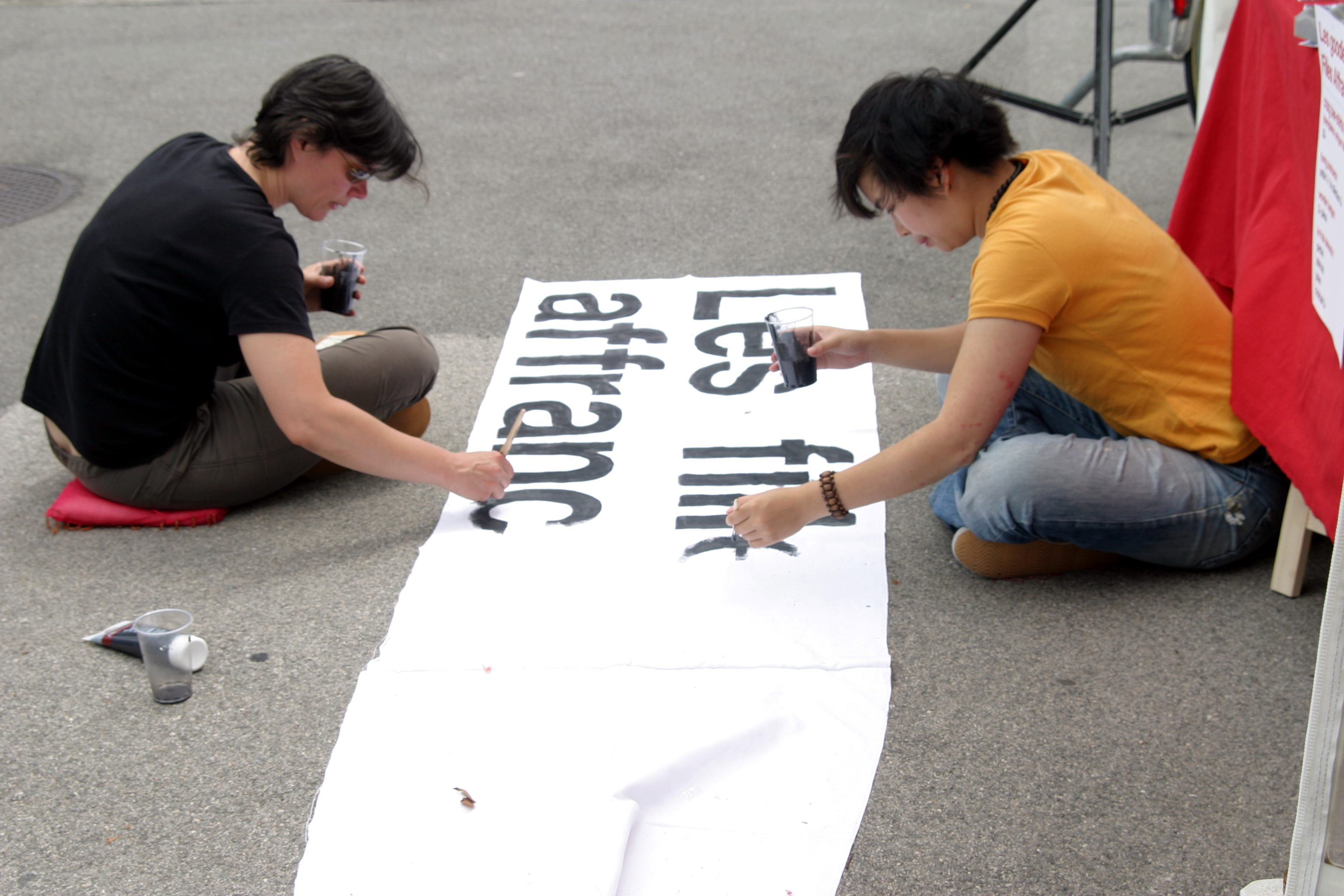
Donne creando striscioni per il gay pride di Losanna 2006

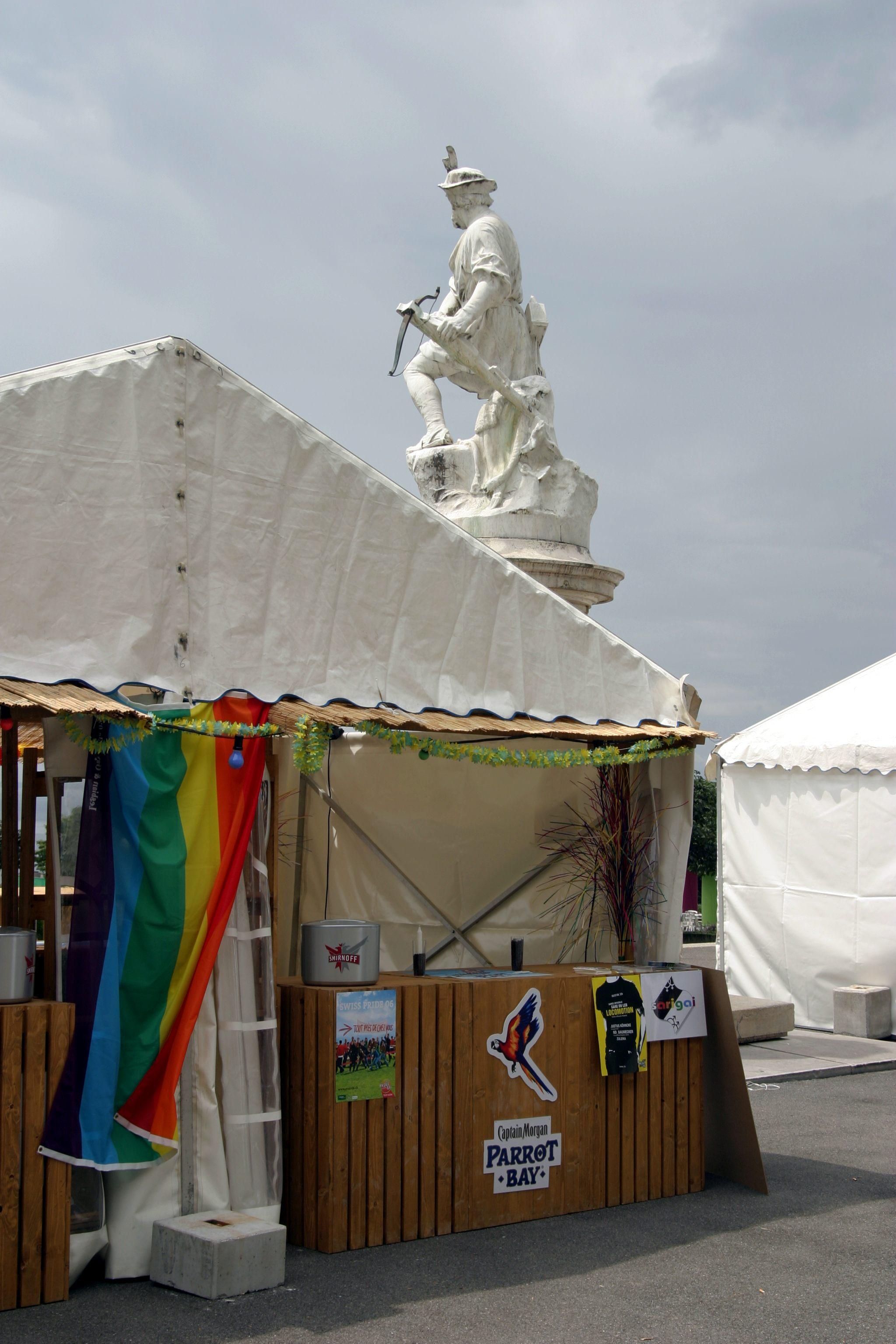
Guillaume gay pride Losanna 2006

Il Lesbian and Gay Pride & Friends del 2001 a Sion, organizzato da Marianne Bruchez, ha una grande risonanza mediatica dovuta alle accuse di Norbert Brunner, vescovo del Valais, che denuncia tra gli eventi organizzati durante il festival di Sion "un gioco diabolico". Viene inoltre attaccato violentemente da Dominique Giroud del gruppo Romandit.

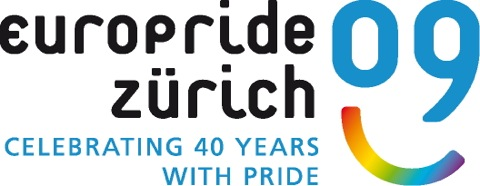
Europride 2009

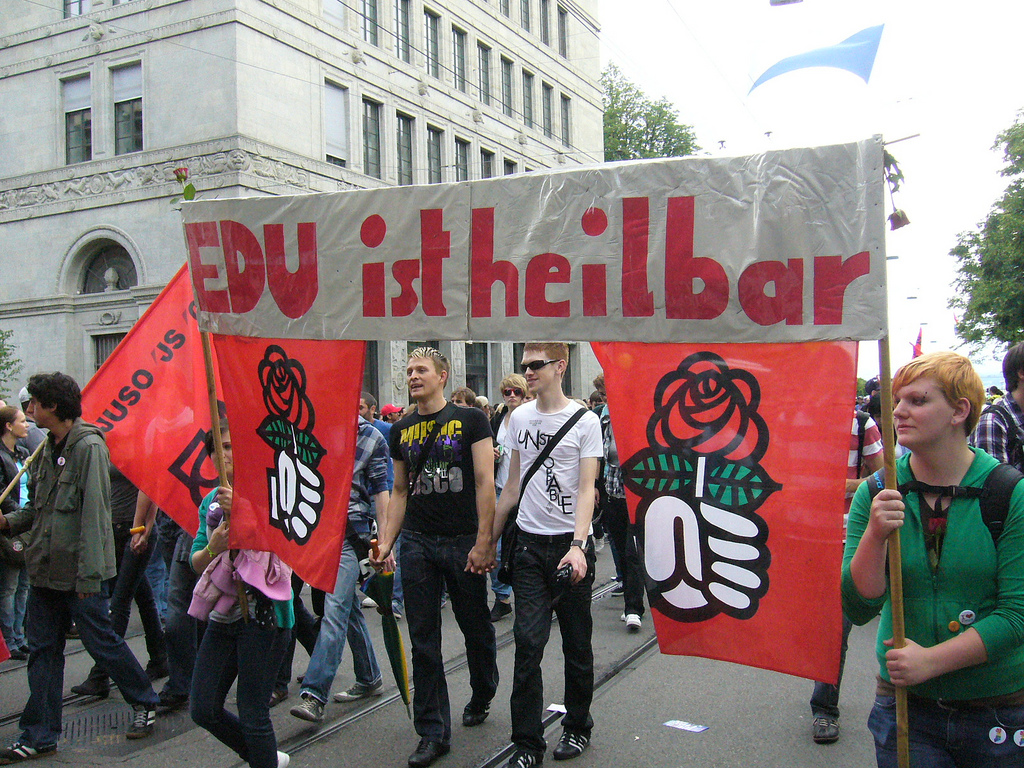
Europride 2009-Juso proteste

Nel 2003, a Bâle, si tiene un gay pride tri-nazionale (Germania, Francia, Svizzera)  in collaborazione con le regioni dell'Alsazia, Mulhouse e Friburgo. Nel 2005, vi è un gay pride a Lucerna, nella Svizzera tedesca. Nel 2006 un gay pride ha luogo a Losanna. Zurigo è l'unica città svizzera che organizza ogni anno il gay pride. Nel 2015, il Valais organizza il suo secondo gay pride a Sion. Nel 2018 per la prima volta si tiene un Pride nella Svizzera italiana, Lugano ospita il Pride romando.

#### Unioni registrate (unioni civili) in Svizzera
Il consigliere di Stato di Ginevra Gilles Petitpierre domanda al consiglio federale d'esprimersi sulla problematica riguardante le coppie omosessuali nel 1994. Il consiglio federale risponde che il soggetto deve essere approfondito.
La legge federale sulle unioni civili fra persone dello stesso sesso, Legge federale sull'unione registrata (in francese Loi sur le partenariat ou LPart, in tedesco Eingetragene Partnerschaft), entra in vigore in Svizzera il primo gennaio 2007, dopo essere stata approvata da un referendum nel 2005.
La Svizzera è stato il primo Paese al mondo dove il riconoscimento delle coppie di persone omosessuali è stato riconosciuto direttamente dal popolo (58 %).

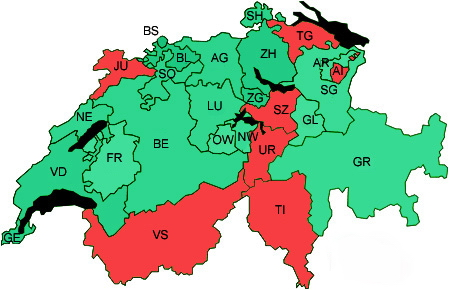
Risultati delle votazioni del 2005 riguardanti l'unione registrata in Svizzera

#### Diffusione della storia delle lesbiche in Svizzera
Negli anni 2000 vi sono due film importanti che escono nella Svizzera romanda e che riguardano la storia delle lesbiche in Svizzera. Il primo, Le bal des chattes sauvages di Veronika Minder, che ripercorre la storia del movimento attraverso testimonianze — ed il secondo, Qui a peur des Amazones ·  de Carole Roussopoulos, che ritorna sulla fondazione di Lestime attraverso un'opera teatrale del suo presidente, Catherine Gaillard.

#### Le persone transessuali in Svizzera
Il problema delle persone transessuali è recente. Nel 2010 è stata fondata l'associazione Trans Gender network Switzerland. Secondo Denise Medico la questione dei transessuali rimane un tabù e non è conosciuta alla maggior parte delle persone. Tra la visione dicotomica degli anni 90 che individuava un'identità o come maschile o femminile, vi è ormai dagli anni 2010 una situazione più complessa nell'indicare il genere delle persone, anche se il problema delle persone transessuali è pubblico.
Nel 2012, Alecs Recher, presidente di Trans Gender Network, spiega che la Svizzera rimane in ritardo rispetto ad altri Stati riguardo alle tecniche d'operazione, al rimborso delle assicurazioni sanitarie ed anche a lvivello di discriminazione per il lavoro. I rischi di errato utilizzo dei pronomi o di cis-passing (nel caso in cui uno non venga riconosciuto con il genere con cui desidera essere riconosciuto) possono condurre a discriminazioni.

#### Il Refuge ed il Totem: aiutare il coming out dei giovani LGBT
Totem nasce nel 2008 per rispondere ad un malessere fra i giovani LGBT e fornirgli uno spazio d'incontro. L'associazione Stop Suicide ha constatato che il tasso di suicidio è più elevato fra i giovani LGBT rispetto alla media della popolazione.
Nel 2015 a Ginevra viene aperta Refuge, la prima associazione svizzera che propone un alloggio alle giovani persone LGBT che sono state allontanate dalle loro famiglie e vittime di omofobia · . Alexia Scappaticci, la coordinatrice di Refuge, instaura spesso un dialogo con i responsabili religiosi di tutte le religioni. I giovani sono spesso vittime del rifiuto del loro ordine religioso. L'associazione ha un budget di 250 000 franchi svizzeri dei quali il 48% sono fondi privati, il 30% dei fondi pubblici, ed il resto un aiuto da parte dell'associazione Dialogai.

## Vedere anche
- Diritti LGBT in Svizzera
- Diritti LGBT in Europa